# Наталін (Любартівський повіт)
Наталін (пол. Natalin) — село в Польщі, у гміні Міхів Любартівського повіту Люблінського воєводства.
Населення — 113 осіб (2011).
У 1975-1998 роках село належало до Люблінського воєводства.

## Демографія
Демографічна структура станом на 31 березня 2011 року:
|          | Загалом | Допрацездатний вік | Працездатний вік | Постпрацездатний вік |
| -------- | ------- | ------------------ | ---------------- | -------------------- |
| Чоловіки | 61      | 9                  | 44               | 8                    |
| Жінки    | 52      | 5                  | 32               | 15                   |
| Разом    | 113     | 14                 | 76               | 23                   |